# 100 mètres dos féminin aux Jeux olympiques d'été de 2020
Navigation
Rio 2016 Paris 2024
Le 100 m dos femmes est une épreuve des Jeux olympiques d'été de 2020 qui a eu lieu entre les 25 et 27 juillet, au Centre aquatique olympique de Tokyo.

## Records
Avant les Jeux olympiques d'été de 2020, les records étaient les suivants :
| Record du monde  | Kaylee McKeown (AUS) | 57.45 | Adelaïde | 13 juin 2021    |
| Record olympique | Emily Seebohm (AUS)  | 58.23 | Londres  | 29 juillet 2012 |

## Programme
Heure locale (UTC+9)
| Date       | Heure | Tour         |
| ---------- | ----- | ------------ |
| 25 juillet | 19:00 | Séries       |
| 26 juillet | 11:53 | Demi-finales |
| 27 juillet | 10:51 | Finale       |

## Résultats

### Séries
Les seize meilleurs temps, indépendamment de leur série, sont qualifiées pour les demi-finales.
| Rang | Série | Ligne | Nom                     | Nationalité            | Temps   | Remarques |
| ---- | ----- | ----- | ----------------------- | ---------------------- | ------- | --------- |
| 1    | 6     | 4     | Kaylee McKeown          | Australie              | 57.88   | Q, OR     |
| 2    | 5     | 4     | Regan Smith             | États-Unis             | 57.96   | Q         |
| 3    | 4     | 4     | Kylie Masse             | Canada                 | 58.17   | Q         |
| 4    | 6     | 5     | Kathleen Dawson         | Grande-Bretagne        | 58.69   | Q         |
| 5    | 6     | 3     | Emily Seebohm           | Australie              | 58.86   | Q         |
| 6    | 5     | 5     | Rhyan Elizabath White   | États-Unis             | 59.02   | Q         |
| 7    | 5     | 3     | Kira Toussaint          | Pays-Bas               | 59.21   | Q         |
| 8    | 4     | 3     | Margherita Panziera     | Italie                 | 59.74   | Q         |
| 9    | 5     | 1     | Xuwei Peng              | Italie                 | 59.78   | Q         |
| 10   | 5     | 6     | Mariia Kameneva         | ROC                    | 59.88   | Q         |
| 11   | 4     | 5     | Taylor Ruck             | Canada                 | 59.89   | Q         |
| 12   | 4     | 7     | Anastasia Gorbenko      | Israël                 | 59.90   | Q         |
| 13   | 4     | 6     | Anastasiia Fesikova     | ROC                    | 59.92   | Q         |
| 14   | 6     | 2     | Cassie Wild             | Grande-Bretagne        | 59.99   | Q         |
| 15   | 5     | 7     | Maaike de Waard         | Pays-Bas               | 1:00.03 | Q         |
| 16   | 4     | 1     | Anna Konishi            | Japon                  | 1:00.04 | Q         |
| 17   | 3     | 2     | Mimosa Jallow           | Finlande               | 1:00.06 |           |
| 18   | 5     | 8     | Katalin Burián          | Hongrie                | 1:00.07 |           |
| 18   | 6     | 8     | Ingeborg Løyning        | Norvège                | 1:00.07 |           |
| 20   | 4     | 8     | Eunji Lee               | Corée du Sud           | 1:00.14 |           |
| 21   | 5     | 2     | Michelle Coleman        | Suède                  | 1:00.54 |           |
| 22   | 6     | 7     | Jie Chen                | Chine                  | 1:00.63 |           |
| 23   | 3     | 5     | Beryl Gastaldello       | France                 | 1:00.69 |           |
| 24   | 6     | 1     | Laura Riedemann         | Allemagne              | 1:00.81 |           |
| 25   | 3     | 3     | Danielle Hill           | Irlande                | 1:00.86 |           |
| 26   | 3     | 6     | Hoi Shun Stephanie Au   | Hong Kong              | 1:01.07 |           |
| 27   | 4     | 2     | Simona Kubová           | Tchéquie               | 1:01.35 |           |
| 28   | 2     | 5     | Tatiana Salcutan        | Moldavie               | 1:01.59 |           |
| 29   | 3     | 8     | Lena Grabowski          | Autriche               | 1:01.80 |           |
| 30   | 3     | 1     | Daryna Zevina           | Ukraine                | 1:01.97 |           |
| 31   | 2     | 7     | McKenna de Bever Elliot | Pérou                  | 1:02.09 |           |
| 32   | 3     | 7     | Isabella Arcila Hurtado | Colombie               | 1:02.28 |           |
| 33   | 2     | 4     | Ali Galyer              | Nouvelle-Zélande       | 1:02.65 |           |
| 34   | 1     | 5     | Donata Katai            | Zimbabwe               | 1:02.73 |           |
| 35   | 2     | 6     | Krystal Lara            | République dominicaine | 1:03.07 |           |
| 36   | 2     | 3     | Celina Marquez          | Salvador               | 1:03.75 |           |
| 37   | 2     | 1     | Danielle Titus          | Barbade                | 1:04.53 |           |
| 38   | 2     | 2     | Felicity Passon         | Seychelles             | 1:04.66 |           |
| 39   | 1     | 4     | Maana Patel Patel       | Inde                   | 1:05.20 |           |
| 40   | 2     | 8     | Diana Nazarova          | Kazakhstan             | 1:06.99 |           |
| 41   | 1     | 3     | Kimberly Ince           | Grenade                | 1:10.24 |           |
| -    | 3     | 4     | Louise Hansson          | Suède                  | DNS     |           |
| -    | 6     | 6     | Anastasiya Shkurdai     | Biélorussie            | DNS     |           |

### Demi-finales
Les huit meilleurs temps, indépendamment de leur série, se qualifient pour la finale.
| Rang | Série | Ligne | Nom                   | Nationalité     | Temps   | Remarques |
| ---- | ----- | ----- | --------------------- | --------------- | ------- | --------- |
| 1    | 1     | 4     | Regan Smith           | États-Unis      | 57.86   | Q, OR     |
| 2    | 2     | 5     | Kylie Masse           | Canada          | 58.09   | Q         |
| 3    | 2     | 4     | Kaylee McKeown        | Australie       | 58.11   | Q         |
| 4    | 1     | 3     | Rhyan Elizabeth White | États-Unis      | 58.46   | Q         |
| 5    | 1     | 5     | Kathleen Dawson       | Grande-Bretagne | 58.56   | Q         |
| 6    | 2     | 3     | Emily Seebohm         | Australie       | 58.56   | Q         |
| 7    | 2     | 6     | Kira Toussaint        | Pays-Bas        | 59.09   | Q         |
| 8    | 1     | 7     | Anastasia Gorbenko    | Israël          | 59.30   | Q         |
| 9    | 2     | 7     | Taylor Ruck           | Canada          | 59.45   |           |
| 10   | 1     | 2     | Mariia Kameneva       | ROC             | 59.49   |           |
| 11   | 1     | 6     | Margherita Panziera   | Italie          | 59.75   |           |
| 12   | 2     | 2     | Xuwei Peng            | Chine           | 59.98   |           |
| 13   | 1     | 8     | Anna Konishi          | Japon           | 1:00.07 |           |
| 14   | 1     | 1     | Cassie Wild           | Grande-Bretagne | 1:00.20 |           |
| 14   | 2     | 1     | Anastasiia Fesikova   | ROC             | 1:00.20 |           |
| 16   | 2     | 8     | Maaike de Waard       | Pays-Bas        | 1:00.49 |           |

### Finale
| Rang                                | Ligne | Nom                   | Nationalité     | Temps | Remarques |
| ----------------------------------- | ----- | --------------------- | --------------- | ----- | --------- |
| Médaille d'or, Jeux olympiques      | 3     | Kaylee McKeown        | Australie       | 57.47 | OR        |
| Médaille d'argent, Jeux olympiques  | 5     | Kylie Masse           | Canada          | 57.72 |           |
| Médaille de bronze, Jeux olympiques | 4     | Regan Smith           | États-Unis      | 58.05 |           |
| 4                                   | 6     | Rhyan Elizabeth White | États-Unis      | 58.43 |           |
| 5                                   | 7     | Emily Seebohm         | Australie       | 58.45 |           |
| 6                                   | 2     | Kathleen Dawson       | Grande-Bretagne | 58.70 |           |
| 7                                   | 1     | Kira Toussaint        | Pays-Bas        | 59.11 |           |
| 8                                   | 8     | Anastasia Gorbenko    | Israël          | 59.53 |           |